# Leo Baekeland
Leo Hendrik Baekeland, född 14 november 1863, död 23 februari 1944, var en belgiskfödd amerikansk kemist. Han uppfann 1893 fotopapperet Velox och fick 1907 patent på härdplasten bakelit.
Leo Baekeland föddes i Gent som son till en skomakare och hushållerska. Han tilldelades ett stipendium av Gents stad för att studera kemi på Gents universitet efter att ha tagit examen med höga betyg på stadens tekniska skola. Efter en kortare period som professor i fysik och kemi i Brygge utsågs han till professor i kemi i Gent 1889. 1889 besökte Baekeland genom ett resestipendium universitet i England och USA. Han kom att stanna i USA och 1891 startade han där egen verksamhet som konsulterade kemist. Han fick en första framgång genom det första kommersiellt framgångsrika fotopapperet som han kallade Velox. För detta grundade han Nepera Chemical Company i Nepera Park i Yonkers i delstaten New York. 1899 sålde Baekeland och hans partners bolaget till George Eastman (Eastman Kodak Co).
Leo Baekeland kom sedan att utveckla den nya plasten bakelit.

## Eftermäle
1913 tilldelades han Willard Gibbs-priset.
Asteroiden 12688 Baekeland är uppkallad efter honom.

## Källhänvisningar
1. 1 2  Encyclopædia Britannica, Encyclopædia Britannica Online-ID: biography/Leo-Hendrik-Baekelandtopic/Britannica-Online, läst: 9 oktober 2017.[källa från Wikidata]
2. 1 2  Brockhaus Enzyklopädie, Brockhaus Enzyklopädie-ID: baekeland-leo-hendrik.[källa från Wikidata]
3. 1 2  Tjeckiska nationalbibliotekets databas, NKC-ID: ola2002150657, läst: 23 november 2019.[källa från Wikidata]
4. 1 2  läs online, books.google.com .[källa från Wikidata]
5. ↑  EKELAND DEAD; CREATED BAKELITE (på engelska), The New York Times, 24 februari 1944, läs online, läst: 20 mars 2021.[källa från Wikidata]
6. ↑  Find a Grave, läs online, läst: 14 juni 2024.[källa från Wikidata]
7. ↑  läs online, www.science.org .[källa från Wikidata]
8. ↑  läs online, www.newyorkacs.org .[källa från Wikidata]
9. ↑  läs online, chicagoacs.org .[källa från Wikidata]
10. ↑  läs online, sci-america.org .[källa från Wikidata]
11. ↑  National Inventors Hall of Fame, National Inventors Hall of Fame-ID: leo-hendrik-baekeland.[källa från Wikidata]
12. ↑  "bakelit". NE.se. Läst 15 november 2014.
13. ↑  ”Minor Planet Center 12688 Baekeland” (på engelska). Minor Planet Center. https://www.minorplanetcenter.net/db_search/show_object?object_id=12688. Läst 29 maj 2023.